# Jacob Florijn
Jacob Florijn (Deventer, 3 maart 1751 — Amsterdam, 13 februari 1818) was een Nederlands wiskundige, patriottisch politicus en president van het gemeentebestuur van Den Haag (1798-1802).

## Biografie
Jacob Florijn studeerde wiskunde aan het Athenaeum Illustre van Amsterdam, waar hij les kreeg van Pibo Steenstra. Hij viel op door zijn vakkundigheid en in 1771 werd hij op twintigjarige leeftijd benoemd als examinator der zeeofficieren bij het College ter Admiraliteit van de Maas en als stadsmathematicus van Rotterdam, waar hij woonde aan de Weste Wagenstraat. Daarnaast werkte hij als lid van de Commissie voor het vinden der lengte op zee en de verbetering der zeekaarten. Enige tijd gaf hij ook lessen aan zeeofficieren. Florijn raakte betrokken bij de patriottische beweging en in 1795 werd hij aangesteld als examinator-generaal der zeeofficieren bij het Comité tot de Zaken van de Marine van de Bataafsche Republiek in Den Haag, waar hij zich toen vestigde. Hij zag erop toe dat er onderwijs werd gegeven in astronomische afstandsmeting gebaseerd op de afstand tot de maan aan zeelieden en zeeofficieren in Amsterdam en Rotterdam. In 1798 werd Jacob Florijn aangesteld als president (burgemeester) van het gemeentebestuur van Den Haag, welk ambt hij uitoefende tot 1802. Florijn was regent van het Burgerweeshuis en Fundatie van Renswoude in Den Haag van 1799-1809. In 1809 verhuisde Florijn naar Amsterdam waar hij ging wonen aan de Prinsengracht, tot hij in 1818 overleed.
Florijn was lid van het Bataafs Genootschap der Proefondervindelijke Wijsbegeerte (1790-1802), de Hollandsche Maatschappij der Wetenschappen (1796), het Bataafs Genootschap der Proefondervindelijke Wijsbegeerte (1802-1810), waarvan hij tevens directeur was, het Koninklijk Instituut van Wetenschappen (1808) en het Zeeuwsch Genootschap der Wetenschappen (1809-1818). 

## Publicaties

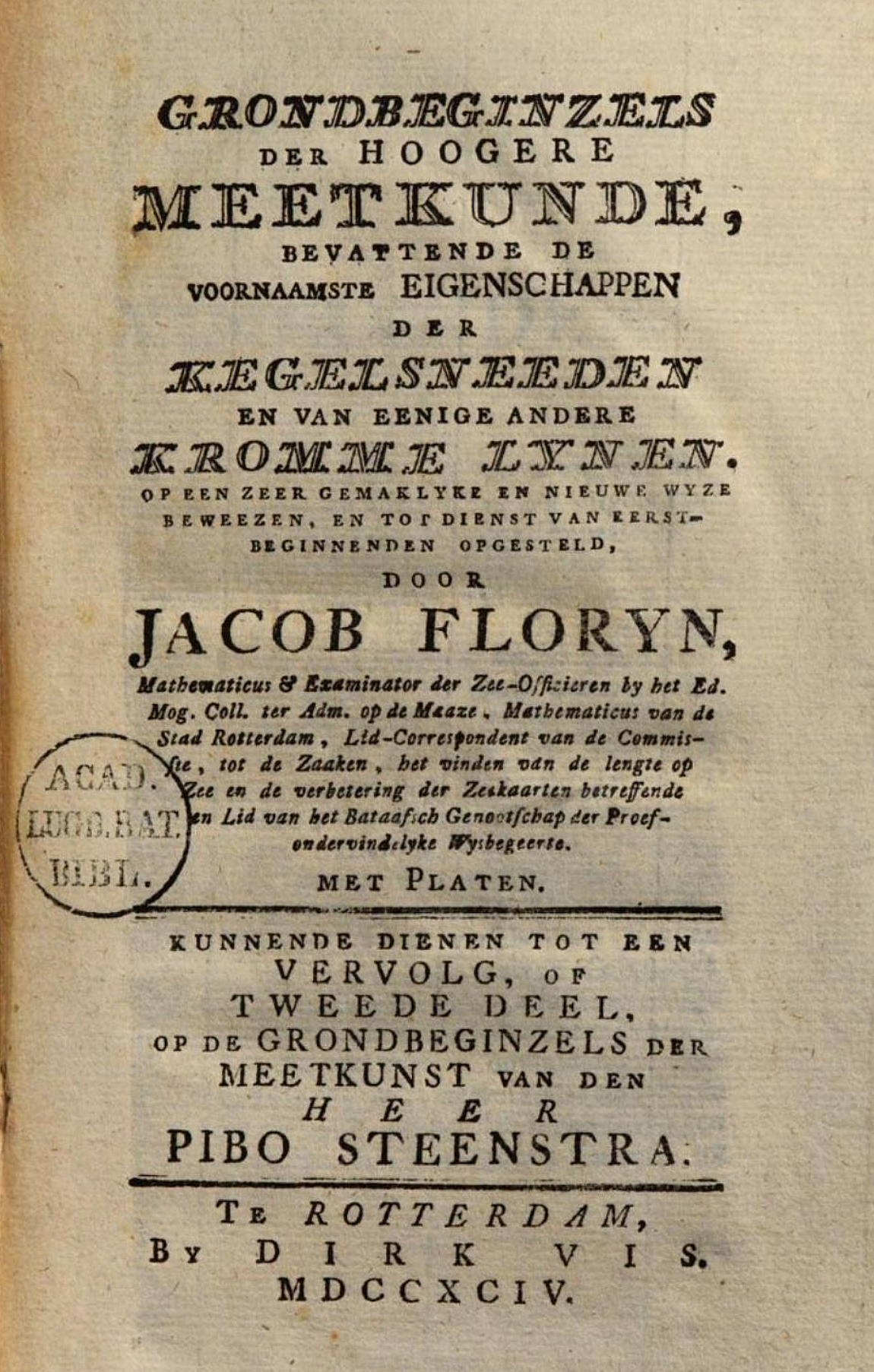
Grondbeginzels der hoogere meetkunde (...) door Jacob Florijn, 1794

- Benoodigde tafels by den Zeemans-almanach ... en derzelver toepassing (...), Uitgeverij Gerard Hulst van Keulen, Amsterdam 1789
- Grond-beginzels der stuurmans-kunst, bevattende in zes boeken (...), Uitgeverij Gerard Hulst van Keulen, Amsterdam 1791
- Grondbeginzels der Hoogere Meetkunde, bevattende de voornaamste eigenschappen der keegelsneeden (...), Uitgeverij Dirk Vis, Rotterdam 1794
- Beschryvinge van alle de Azorische of Vlaamsche eilanden (...), Uitgeverij Gerard Hulst van Keulen, Amsterdam 1795
- Almanach ten dienste der zeelieden voor het jaar 1800, Uitgeverij Gerard Hulst van Keulen, Amsterdam 1797
- Bericht wegens de waarneeming der zons-verduistering van den 5den September 1793, co-auteur Hendrik Willem Rouppe (1765-1816), Uitgeverij Dirk Vis, Rotterdam 1798
- Nieuwe en zeer naauwkeurige streek-tafels; bereekend (...), Uitgeverij Gerard Hulst van Keulen, Amsterdam 1798
- Waterweegkundig onderzoek over de verschillende wijzen (...), Uitgeverij Johannes Allart, Amsterdam 1803
- Beschryvinge van de zee-kusten van Spanjen, geleegen aan de (...), Uitgeverij Gerard Hulst van Keulen, Amsterdam 1805
- Rapport aan de eerste klasse van het Hollandsch Instituut op de verhandeling van Jacob de Gelder (...), co-auteurs Cornelis Kraijenhoff en Obbe Sikkes Bangma, Manuscript 5 maart 1814
- Verhandeling over het sommeren en interpoleren van arithmetische seriën, Uitgeverij P. den Hengst en Zoon, Amsterdam 1816